# Pokémon Generazioni
Pokémon Generazioni (ポケモンジェネレーションズ?, Pokemon Jenerēshonzu) è una serie animata basata sui videogiochi della serie Pokémon. È composta da 18 episodi, pubblicati a partire dal 16 settembre al 23 dicembre 2016 sul canale YouTube e sull'app TV Pokémon.

## Episodi
| Nº | Titolo italiano Giapponese 「Kanji」 - Rōmaji | In onda          | In onda           |
| Nº | Titolo italiano Giapponese 「Kanji」 - Rōmaji | Giapponese       | Italiano          |
| 1  | L'avventura 「冒険」 - Bōken | 8 dicembre 2016  | 16 settembre 2016 |
| 1  | L'allenatore Rosso, dopo la cattura di Pikachu all'interno del Bosco Smeraldo, nella regione di Kanto, viaggerà con il suo inseparabile Pokémon attraverso Johto, Hoenn, Sinnoh e Unima, incontrando Pokémon leggendari e non, fino a raggiungere Zygarde nella Grotta Climax di Kalos. |                  |                   |
| 2  | L'inseguimento 「追跡」 - Tsuiseki | 8 dicembre 2016  | 16 settembre 2016 |
| 2  | L'agente Bellocchio si trova nella regione di Kanto sulle tracce di Giovanni, capo del Team Rocket. Nel corso delle indagini, viene effettuato un blitz dalla Polizia Internazionale alla palestra di Smeraldopoli, dove il capopalestra ha fatto una breve sosta per consegnare le medaglie a due allenatori. |                  |                   |
| 3  | Lo sfidante 「挑戦者」 - Chōsensha | 8 dicembre 2016  | 23 settembre 2016 |
| 3  | Dopo aver conquistato otto medaglie, l'allenatore Blu affronta i Superquattro della Lega Pokémon di Kanto. Una volta sconfitto anche Lance e diventato Campione, il ragazzo accoglie Rosso. |                  |                   |
| 4  | Il Lago d'Ira 「いかりの湖」 - Ikari no Mizūmi | 8 dicembre 2016  | 30 settembre 2016 |
| 4  | In seguito a uno scontro con un Gyarados rosso al Lago d'Ira, Lance e il suo Dragonite si introducono nel rifugio del Team Rocket e, grazie all'aiuto di Armonio, liberano gli Electrode. |                  |                   |
| 5  | L'eredità 「継承」 - Keishō | 8 dicembre 2016  | 7 ottobre 2016    |
| 5  | Bellocchio incontra Silver, il figlio di Giovanni per raccontargli gli ultimi avvenimenti relativi al Team Rocket e interrogarlo sul destino del leader dell'organizzazione criminale. Dopo avergli raccontato del suo ultimo incontro con il padre, avvenuto tre anni prima dopo aver subito una sconfitta come capopalestra, l'allenatore si reca ad affrontare la Lega Pokémon.                                                                                  |                  |                   |
| 6  | Il ritorno 「再生」 - Saisei | 8 dicembre 2016  | 7 ottobre 2016    |
| 6  | Eugenius è nuovamente sulle tracce di Suicune, uno dei tre Pokémon salvati dal leggendario Ho-Oh, in seguito all'incendio che colpì la Torre Bruciata di Amarantopoli. |                  |                   |
| 7  | La visione 「ビジョン」 - Bijon | 15 dicembre 2016 | 14 ottobre 2016   |
| 7  | Brendon si introduce con il suo Sceptile nella base del Team Magma mentre Max e gli altri membri dell'organizzazione stanno per partire alla volta dell'Antro Abissale. Il leader dell'organizzazione affida a Rossella il compito di fermare l'allenatore. Prima di affrontarlo, la ragazza ha una breve visione che mostra ArcheoGroudon attaccare i suoi compagni.                                                                                               |                  |                   |
| 8  | L'Antro Abissale 「海底洞窟」 - Kaitei Dōkutsu | 15 dicembre 2016 | 21 ottobre 2016   |
| 8  | Ivan, leader del Team Idro, accede all'Antro Abissale ed è pronto a risvegliare Kyogre. Ada cerca di fermarlo, mettendolo a conoscenza delle ricerche effettuate all'Istituto Meteo, ma il capo dell'organizzazione risveglia lo stesso il Pokémon leggendario credendo di poterlo controllare con l'ausilio della Sfera Blu. ArcheoKyogre tuttavia sfugge al controllo, portando la devastazione nella regione di Hoenn e attaccando il sottomarino del Team Idro. |                  |                   |
| 9  | Lo scoop 「スクープ」 - Sukūpu | 15 dicembre 2016 | 28 ottobre 2016   |
| 9  | In seguito alla misteriosa scomparsa di un meteorite, la giornalista Tea e il suo cameraman Teo si introducono nel Centro Spaziale di Verdeazzupoli, dove riescono ad impossessarsi di un video. Nel filmato è visibile lo scontro nello spazio tra MegaRayquaza e il Pokémon leggendario Deoxys che termina con la cattura di quest'ultimo da parte dell'allenatore del Pokémon Stratosfera.                                                                       |                  |                   |
| 10 | L'Antico Château 「森の洋館」 - Mori no Yōkan | 21 dicembre 2016 | 28 ottobre 2016   |
| 10 | Demetra e il suo Chansey si trovano all'interno del Bosco Evopoli. Avvicinandosi la notte, decidono di chiedere ospitalità all'interno di una villa. Il padrone accoglie la ragazza e il Pokémon, che inizieranno a notare alcune stranezze, fino all'incontro con alcuni fantasmi. |                  |                   |
| 11 | Un nuovo mondo 「新しい世界」 - Atarashii Sekai | 21 dicembre 2016 | 4 novembre 2016   |
| 11 | Cyrus del Team Galassia riesce ad ottenere il controllo di Palkia e Dialga. La Campionessa Camilla interviene per liberare i Pokémon leggendari, che ingaggiano una lotta contro Giratina. Il Pokémon Ribelle risucchia nel Mondo Distorto Cyrus, che fa perdere le sue tracce. |                  |                   |
| 12 | La Magmapietra 「火山のおき石」 - Kazan no Okiishi | 21 dicembre 2016 | 11 novembre 2016  |
| 12 | Plutino del Team Galassia risveglia il Pokémon leggendario Heatran. Per fermare la sua furia, Chicco vuole rimettere a posto la Magmapietra, aiutato dal suo Claydol e con la collaborazione di Bellocchio e Croagunk. |                  |                   |
| 13 | L'offensiva 「反乱」 - Hanran | 26 gennaio 2017  | 18 novembre 2016  |
| 13 | Iris e il suo Druddigon si trovano ad affrontare il Team Plasma che vuole conquistare la regione di Unima. Per aiutare la ragazza intervengono i capipalestra Rafan, Aloé, Camelia, Artemisio, Silvestro, Anemone e Aristide. |                  |                   |
| 14 | Il mondo gelato 「凍える世界」 - Kogoeru Sekai | 26 gennaio 2017  | 23 novembre 2016  |
| 14 | Aristide affronta Zinzolin del Team Plasma. Per recuperare il Cuneo DNA, quest'ultimo farà attaccare Boreduopoli da Acromio. Con l'aiuto del potere di Kyurem, il Team Plasma trasformerà la città in una landa ghiacciata. |                  |                   |
| 15 | Il ritorno del sovrano 「帰還」 - Kikan | 26 gennaio 2017  | 2 dicembre 2016   |
| 15 | Ghecis vuole congelare la regione di Unima utilizzando i poteri di Kyurem, ma N tenta di fermarlo con l'aiuto di Reshiram. Grazie al Cuneo DNA, il Pokémon Confine si fonde con il Pokémon leggendario e diventa Kyurem Bianco. N tenta invano di fermare la distruzione parlando prima con il Pokémon e poi con il padre. L'attacco di Kyurem viene bloccato da Zekrom, cavalcato dall'allenatore Alcide.                                                          |                  |                   |
| 16 | L'eterna bellezza 「永遠の美」 - Eien no Bi | 2 febbraio 2017  | 9 dicembre 2016   |
| 16 | Con l'aiuto del suo Pyroar, Elisio effettua una presentazione dell'Holovox, realizzato dai Laboratori Elisio. Amico di Diantha e filantropo per i centri Pokémon della regione di Kalos, è interessato al misterioso progetto Y. Elisio viene convocato d'urgenza a Cromleburgo, nel covo del Team Flare, dove incontrerà il Pokémon leggendario Yveltal. |                  |                   |
| 17 | Le indagini 「捜査」 - Sōsa | 2 febbraio 2017  | 16 dicembre 2016  |
| 17 | Durante le sue indagini, Bellocchio si trova ad affrontare Esprit, una misteriosa donna in tuta che sottrae le Poké Ball degli allenatori di Kalos. Tuttavia Moko, l'Espurr dell'assistente Matière, riconosce la criminale come la sua proprietaria scomparsa, attaccandola e distruggendole la maschera. |                  |                   |
| 18 | La redenzione 「贖い」 - Aganai | 2 febbraio 2017  | 23 dicembre 2016  |
| 18 | Calem sconfigge la Lega Pokémon di Kalos e diventa Campione. Viene quindi affrontato da AZ, un allenatore protagonista di una favola millenaria. Dopo essere stato sconfitto, quest'ultimo riesce a ricongiungersi con il suo Floette. |                  |                   |

## Doppiaggio
| Personaggio | Doppiatore originale | Doppiatore italiano |
| ----------- | -------------------- | ------------------- |
| Bellocchio  | Keiji Fujiwara       | Roberto Palermo     |
| Giovanni    | Akio Ōtsuka          | Giorgio Bonino      |
| Blu         | Jun Fukuyama         | Gianandrea Muià     |
| Lance       | Yoshimasa Hosoya     | Ruggero Andreozzi   |
| Lorelei     | Fumiko Orikasa       | Stefania De Peppe   |
| Bruno       | Takanori Hoshino     | Riccardo Lombardo   |
| Agatha      | Hisako Kyōda         | Valeria Falcinelli  |
| Maxus       | Wataru Takagi        | Luca Ghignone       |
| Silver      | Ryōta Ōsaka          | Mosè Singh          |
| Eugenius    | Hiroshi Tsuchida     |                     |
| Rossella    | Misato Fukuen        | Albachiara Porcelli |
| Ottavio     | Akio Suyama          | Francesco Mei       |
| Max         | Seiji Sasaki         | Marcello Moronesi   |
| Ada         | Takako Honda         | Stefania De Peppe   |
| Ivan        | Rikiya Koyama        | Luca Ghignone       |
| Teo         | Makoto Yasumura      | Simone Lupinacci    |
| Tea         | Maaya Sakamoto       | Maddalena Vadacca   |
| Demetra     | Mamiko Noto          | Giulia Bersani      |
| Cyrus       | Kenjirō Tsuda        | Marcello Cortese    |
| Martes      | Sayaka Kitahara      | ?                   |
| Giovia      | Michiko Kaiden       | ?                   |
| Saturno     | Daiki Yamashita      | ?                   |
| Camilla     | Aya Endō             | ?                   |
| Plutinio    | Kōsei Tomita         | Riccardo Rovatti    |
| Chicco      | Hiro Shimono         | Michele Botta       |
| Iris        | Rina Hidaka          |                     |
| Aristide    | ?                    |                     |
| Rafan       | ?                    | Mario Zucca         |
| Aloé        | Saori Takamiya       | Cristina Giolitti   |
| Camelia     | China Kitahara       | Ludovica De Caro    |
| Artemisio   | Suuhei Matsuda       | Flavio Arras        |
| Anemone     | Noriko Shibasaki     |                     |
| Silvestro   | ?                    | ?                   |
| Acromio     | Tokuyoshi Kawashima  | Francesco De Marco  |
| Violante    | ?                    | Claudio Ridolfo     |
| N           | Akira Ishida         | Simone Lupinacci    |
| Ghecis      | Show Hayami          | Marcello Moronesi   |
| Elisio      | ?                    | Giuseppe Calvetti   |
| Diantha     | Sayaka Ōhara         | ?                   |
| Matiere     | Maaya Uchida         | Giada Bonanomi      |
| Malva       | Marina Inoue         | Tania De Domenico   |
| AZ          | ?                    | Diego Baldoin       |